# Philadelphia Freeway 2
Philadelphia Freeway 2 è il terzo album in studio del rapper statunitense Freeway, pubblicato il 19 maggio 2009. Inizialmente, doveva essere distribuito da Roc-A-Fella Records, ma dopo l'uscita dell'artista dalla label, è stato distribuito da Real Talk. Nonostante ciò, riesce a vendere 5 300 copie dopo la prima settimana, debuttando nella Billboard 200.
La critica non lo accoglie molto positivamente. Andy Kellman, assegna comunque tre stelle all'album, scrivendo per AllMusic: «legato al Philadelphia Freeway del 2003 solo in senso nominale (certamente non per il livello dell'album) questo sequel è un album conciso e indipendente con produzioni da parte degli stessi nomi che popolano le altre distribuzioni della Real Talk. Uno dei pochi tagli morbidi dell'album, It's a Good Day, riscrive il classico del 1993 ispirato allo stile di Ice Cube.»
| Recensione | Giudizio |
| ---------- | -------- |
| AllMusic   | [ 2 ]    |
| HipHopDX   | [ 3 ]    |

## Tracce
Musiche di Hollis (tracce 1-2, 9 e 13), Vince V. (tracce 3, 7-8), Cozmo (tracce 4, 6, 11-12) e Real Talk Entertainment (tracce 5 e 10). Missaggio di Big Hollis.
1. Pay Attention – 1:14
2. Finally Free – 3:32
3. Gotz 2 Be Tha Bomb – 4:08
4. Hands Up – 4:03
5. Think About It – 0:14
6. Crack Rap – 5:14
7. Murda Music – 3:43
8. Around the World – 3:54
9. Street's Won't Miss 'Em – 3:14
10. The Nation – 0:22
11. It's a Good Day – 4:23
12. Keep Yo Handz Up (featuring Sheek Louch) – 4:04
13. Philly Freezer – 1:42

Durata totale: 39:47

## Classifiche

### Classifiche settimanali
| Classifica (2009)         | Posizione massima |
| ------------------------- | ----------------- |
| Stati Uniti               | 99                |
| US Independent Albums     | 14                |
| US Top Rap Albums         | 10                |
| US Top R&B/Hip-Hop Albums | 19                |